# Combate Global
Combate Global (anteriormente conocida como Combate Americas) es una empresa panamericana de artes marciales mixtas fundada en 2011 por el actual director ejecutivo Campbell McLaren con sede en Nueva York, Estados Unidos.
La empresa es conocida por ser un «primer escalón» que toman los peleadores de MMA hispanohablantes para dar el salto a las grandes ligas.

## Historia
En diciembre de 2013, Mun2 dio luz verde a una serie de competencia de telerrealidad llamada «Combate Américas» que se emitiría en 2014. La serie presentaría a diez luchadores en dos categorías de peso compitiendo por la oportunidad de ganar un contrato exclusivo con la promoción. Campbell McLaren ha dicho que la compañía «fue creada específicamente para presentar a los mejores y nuevos peleadores hispanos y para introducir a una audiencia completamente nueva a este deporte altamente entretenido».
En 2017, Joe Plumeri, copropietario de Trenton Thunder, se convirtió en el presidente no ejecutivo de la junta.
En 2018, Combate anunció un acuerdo de programación en vivo con Univision Deportes. Combate ESTRELLAS I y Combate ESTRELLAS II, transmitidos en abril de ese año, serían los primeros eventos de MMA televisados en vivo en la cadena principal de Univision y en Univision Deportes. El primer evento mencionado reunió a un total de 583,000 personas 2+, incluyendo 296,000 adultos en el codiciado grupo de edad de 18 a 49 años, en la transmisión simultánea de Univision y Univision Deportes Network. La transmisión atrajo una audiencia mayor que Bellator 197, que se emitió en horario estelar en Paramount Network. En México, el evento reunió a más de 4 millones de televidentes en vivo en Azteca 7.
En marzo de 2021, Combate Américas anunció una asociación de transmisión de cinco años con Univision, con un plan para producir 150 eventos televisados. También se anunció que la organización se llamaría Combate Global en el futuro. Después del aumento de los índices de audiencia, Univision Communications compró una participación accionaria significativa en la promoción.